# 人間関係学
人間関係学（にんげんかんけいがく）は、人間をその個体的・社会的に研究する学問の一部門。そのアプローチとして、心理学、社会学、教育学の専攻を設け、それぞれの学究的手法により探求していくことがあげられる。